# Waldemar Schleip
Waldemar Schleip (* 26. Juli 1879 in Freiburg im Breisgau; † 16. Mai 1948 in Heidelberg) war ein deutscher Zoologe.

## Leben
Nach dem Abitur studierte er Medizin und Zoologie und promovierte sowohl zum Doktor der Medizin als auch zum Doktor der Philosophie. 1906 folgte seine Habilitation an der Albert-Ludwigs-Universität Freiburg mit einer Habilitationsschrift zum Thema Die Samenreifung bei den Planarien.
Danach nahm er 1912 den Ruf auf eine außerordentliche Professur für Zoologie an der Julius-Maximilians-Universität Würzburg an und wurde dort am 1. Juni 1916 als ordentlicher Professor für Zoologie und vergleichende Anatomie Nachfolger von Theodor Boveri am Zoologischen Institut (damals am Röntgenring 10). Später kehrte er an die Albert-Ludwigs-Universität Freiburg zurück und lehrte dort bis zu seiner Emeritierung. In Würzburg gehörte der am 31. März 1946 entpflichtete Professor 1948 als Direktor des Verwaltungsausschusses (mit Sitz im Luitpoldkrankenhaus) dem Akademischen Senat an.
Schleip war einige Jahre Mitglied des Vorstandes der Deutschen Zoologischen Gesellschaft (DZG) als Zweiter Vizepräsident von 1928 bis 1929 sowie als Präsident 1930. Im Anschluss war er 1931 Erster Vizepräsident der DZG.
1933 wurde er zum Mitglied der Deutschen Akademie der Naturforscher Leopoldina gewählt.
Neben seiner Lehr- und Forschungstätigkeit veröffentlichte er einige Fachbücher wie Die Entwicklung der Chromosomen im Ei von Planaria gonocephala Dugesia (1906), Anleitung zum praktischen Studium niederer Tiere : (Protozoa, Coelenterata, Vermes, Echinodermata) (1911), Über die Duplicitas cruciata bei den O. Schultz'schen Doppelbildungen von Rana fusca (1925), Entwicklungsmechanik und Vererbung bei Tieren (1927) sowie Die Determination der Primitiventwicklung (1929).
Des Weiteren war er Autor zahlreicher Aufsätze in Fachzeitschriften wie zum Beispiel Die Entwickelung der Kopfknochen bei dem Lachs und der Forelle (Anatomy and embryology, 1904, S. 331–427), Die Herkunft der Polarität des Eies von Ascaris megalocephala (Development genes and evolution, 1924, S. 573–598), Die Furchung dispermer Dentalium-Eier (Development genes and evolution, 1925, S. 86–123), Entwicklungsmechanik und Vererbung bei Tieren (Molecular genetics and genomics, 1930, S. 149–150) und August Weismanns Bedeutung für die Entwicklung der Zoologie und allgemeinen Biologie (Die Naturwissenschaften, 1934, S. 33–41).